# آن برونتي
آن برونتي (بالإنجليزية: Anne Brontë) بالانجليزية: Anne Bronte، ولدت في: 17 يناير 1820 في ثورنتون، غرب يوركشير، المملكة المتحدة وتوفيت في: 28 مايو 1849 في سكاربورو، شمال يوركشاير. هي شاعرة وروائية إنجليزية وكانت هي الصغرى من الثلاث شقيقات في عائلة برونتي، وهي مؤلفة رواية (أغنيس غراي) و (نزيل قاعة ويلدفين) بالإضافة إلى عدد من القصائد الشعرية.
كانت آن برونتي الابنة الصغرى لكاهن إيرلندي فقير يدعى باتريك برونتي وزوجته ماريا برانويل، توفيت والدتها وهي طفلة لم تتجاوز العامين، قضت جزء كبير من حياتها في قرية أن هاووث (غرب يوركاشير). درست لمدة سنتين في مدرسة روى خا، بدأت العمل كمربية أطفال وكانت الوحيدة من بين أخواتها الثلاثة التي تنجح في ذلك المجال على الرغم من أنها فشلت في البداية في العمل عند أسرة آنجهام، ولكنها استمرت لمدة خمس سنوات في تعليم وتربية أبناء عائلة روبنسون. وبعد انتهاء تلك الفترة بدأت برونتي _ مثل أخواتها _ في الاتجاة إلى العمل الأدبي، وفي عام 1846 نشرت مجموعة من القصائد الشعرية التي اشتركت في كتابتها مع شارولت وإميلي، وفي العام الذي يليه نشرت رواية آن (أغنيس غراي) والتي استندت فيها إلى تجربتها المميزة في العمل كمربية. حققت الرواية الثانية (نزيل قاعة ويلدفن) نجاحا ساحقا للكاتبة، نشرت الرواية في 1848 وانتقدت وضع المرأة في الأسرة مما شكّل تحدى للعصر الفيكتوري الإنجليزي، وتعد الرواية واحدة من أولى الروايات النسائية التي تدعو لنصرة المرأة وبعد أقل من عام من نشر الرواية توفت آن برونتي عن عمر يناهز ال 29 إثر مرضها بالسل.
وبالمقارنة بنجاح أخواتها الأكبر سنا، - تشارلوت، ألّفت أربع روايات من ضمنها (جين آير) وايميلى كاتبة رواية (مرتفعات ويذرنغ) – فنجد أن الشهرة الأدبية ل آن هي الأقل ويعد السبب الرئيسي في ذلك هو حظر آ، نشر المزيد من رواية (نزيل قاعة ويلدفن) بعد وفاة شقيقتها الصغرى فهي تسببت في صدى واسع في المجتمع، كل من روايات آن التي تميزت بالواقعية والسخرية، تختلف اختلافا جذريا عن عن المؤلفات الرومانسية لأخواتها _ روايات شارلوت وإيميلي _ واللتان أصبحتان من كلاسيكيات الأدب الإنجليزي.

## سنوات حياتها الأولى

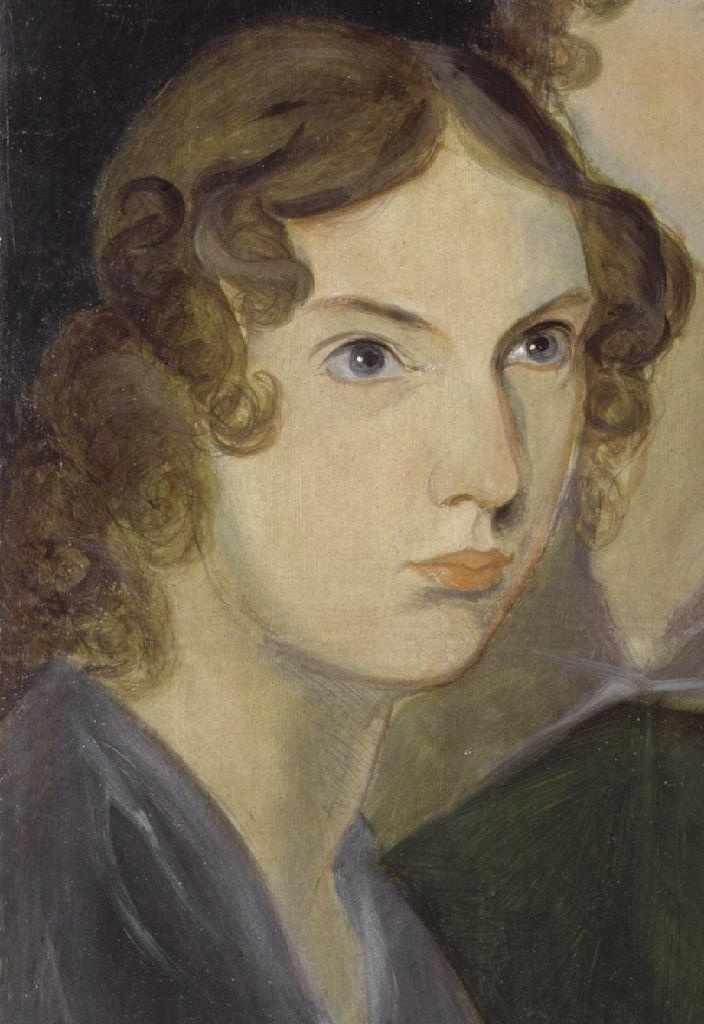
صورة مرسومة لآن

والد آن، باتريك برونتي (1777-1861)، ولد في كوخ من غرفتين في إيميدلي، بالقرب من قرية (لوهرينك)، في مقاطعة داون(أيرلندا)، وكان الأكبر من بين عشرة أطفال من المزارعين الفقراء الإيرلندييين من عائلة هيو برانت واليانور ماك كلور، وقد كانت العائلة الإيرلندية (ماك أي أوبرانتي) وبااللغة الإيرلندية: Mac Aedh Ó Proinntigh> عائلة لديها أصول إنجليكانية مثل برونتي (بالإنجليزية: Brunty ، باتريك لم يكن لدية الرغبة في الانضمام للفقراء فتعلم القراءة والكتابة، وفي عام 1798 بدأ تعليمه الآخرين، وفي عام 1802، في سن السادسة والعشرون حصل على وظيفة في قسم اللاهوت في كلية كامبردج القديس يوحنا وغيّر اسمه إلى آخر أكثر انسجاما وهو برونتي. وفي عام 1807 عُيِّن باتريك برونتي في وظيفة كاهن الكنيسة الإنجليكانية ، وبعد بضع سنوات نشر قصائده الأولى وكان من ضمنها قصيدة تأملات في أمسية شعرية (بالانجليزية: Winter Evening Thoughts) ونشرت في صحيفة محلية وكذلك مجموعة قصصية تسمى قصائد القرية (بالإنجليزية: Cottage Poems, 1811). وفي عام 1811 أصبح برونتي كاهن في كنيسة القديس بطرس في هارستيد (غرب يوركشاير)، وعين في العام التالي فحاص للمعارف للكتاب المقدس في مدرسة (فودهاوس جروف) بالأكاديمية الميثودية، وهنا وفي سن الخامسة والثلاثون التقى بزوجتة المستقبلية السيدة ماريا برونييل ابنة أخ مديرة المدرسة
السيدة ماريا برونييل ((1783—1821) – ولدت في عائلة توماس برونييل فهو البقال الناجح القادم من بينزانس، والسيدة آن كرين، ابنة الصائغ، كانت الطفلة الثامنة من إحدى عشر طفل في الأسرة نشأت في رخاء ورفاهية، وبعد سنة توفي والديها، فذهبت لتساعد عمتها في مدرسة (فودهاس غروف) وحينها التقت ماريا باتريك برونتي وكانت في الثلاثينات من عمرها، وكانت سيدة صغيرة وأنيقة وذكية ومتفردة ولها منهجية مما جذب انتباه الشاب (باتريك) على الفور.
عدم المساواة الاجتماعية لم تمنع باتريك وماريا من تأسيس عائلة وتزوجا في 29 ديسمبر 1812، وولدت ماريا طفلها الأول (1814-1825) ثم انتقلت عائلة الشاب في هارستيد، وفي عام 1815 بعد وقت قصير من ولادة ابنتها الثانية (اليزابيث) ((1815—1825) عُيِّن باتريك نائب في كنيسة صغيرة في قرية ثورنتون، بالقرب برادفورد. في ثورنتون ولد الأطفال الآخرين: شارلوت (1816-1855)، باتريك (1817-1848)، إميلي جين (1818-1848) وآن (1820-1849)

### طفولتها
آن، أصغر طفلة من بين ستة أطفال في عائلة برونتي، ولدت في:17 يناير 1820 في منزل في شارع 74 شارع السوق في ثورنتون، حيث كان يعمل والدها، وحصلت على المعمودية في:25 مارس من العام ذاته، وسريعا حصل برونتي على عمل دائم في هارووث، وفي أبريل 1820 انتقلت الأسرة إلى مكان جديد فكان بيت الكاهن والمكون من خمس غرف فأصبح هو البيت والموطن لكل منهما حتى نهاية الحياة.
وعندما كانت آن في السنة الأولى من عمرها، تدهورت صحة والدتها بشكل كبير وتوفت السيدة ماريا في 15 سبتمبر 1821 إثر إصابتها بسرطان في الرحم. ولم يرغب برونتي في أن يكبر أطفال من دون رعاية من أنثى (من دون أم) فحاول أن يجد زوجة أخرى له ولكنه لم ينجح. في هارووث استقرت أليزابيث (1776—1842) فجاءت للعناية بأشقائها اليتامى فشعرت بالواجب نحوهم وكرّست حياتها دوما لتربية أطفالها (كما أسميتهم) وكانت امرأة صارمة تتوقع دوما الاحترام من أولاد أخيها وليس الحب. وتقريبا لم يكن بينها وبين أكبر الأطفال أي ارتباط ولكن الصغرى، وفقا للتقاليد، كانت المحبوبة لديها فكانت آن تنام معها في نفس الغرفة فأصحبت قريبة منها جدا ولعل هذا كان له تأثير كبير على شخصية ومعتقدات الفتاة الدينية.
ووفقا لسيرة شارلوت، والتي كتبتها صديقتها اليزابيث غاسكل، ذكر باتريك برونتي أن ذكاء الابنة الصغرى قد تطور في سن صغيرة: فسألت في أحد المرات ما أكثر شئ تريدينة؟ فقالت: أعيش سنة من العمر وأستطيع فهم الحياة، وكانت آن في هذا الوقت تبلغ أربع سنوات فقط.
في ربيع عام 1842 أرسل باتريك بناته الكبار (ماريا – إليزابيث – شارلوت – إيميلي) إلى مدرسة Clergy Daughters في مقاطعة كروفتون غرب لانكشر وبعد ذلك في مدرسة بنات الكهنة (كوان بريدج، لانكشاير) وبعدها توفي من مرض السل كلا من ماري وإليزابيث (6 مايو و 15 يونيو، على التوالي)، وعاد على الفورالي المنزل شارلوت وإيميلي، تللك الوفاة المفاجئة للأطفال الأكبر سنّا قسمت قلب السيد برونتي وعلى أثرها لم يعد يرغب في الذهاب إلى أي مكان خارج المنزل حتى لا يترك البقية، وفي الخمس سنوات التي تليها تعلم الأخوة والأخوات تم في المنزل، تحت قيادة الوالد والعمة ولم يظهر لدى الأطفال أي رغبة في التواصل مع أقرانهم، فهم فضلوا صحبة بعضهم البعض، فكان لديهم ساحة للعب حول هارووث

### المرحلة الابتدائية
وتضمن تعليم آن في المنزل الموسيقى والرسم، فتلقت إيميلي وآن دروس العزف على البيانو في المنزل وآلة الأرغن الموسيقية الموجودة في كنيسة كيتالي، ونمى لدى جميع الأطفال مهارات الرسم الجيدة بفضل الدروس المستفادة من جون برادلي، والذي عاش أيضا في كيتالي، حاولت إليزابيث تعليم الفتيات التدبير المنزلي ولكنها أعطت مزيد من الاهتمام إلى الأدب.
مكتبة الأب الواسعة كانت بمثابة مصدر المعرفة بالنسبة لهم، يقرأون الكتاب المقدس وهوميروس، ورغيليوس، جون ميلتون، جورج غورديون بايرون، والتر سكوت، وليم شكسبير وغيرهم من المؤلفين والمقالات الصحفية المنشورة في المجلات والجرائد المختلفة مثل: Blackwood’s Magazine و Fraser’s Magazine و Edinburgh Review ودرسوا أيضا التاريخ والجغرافيا والسيرة.

### أولى مؤلفاتها
القراءة تساعد على تطوير خيال الطفل، والتي وجدت متنفسا للإبداع، في يونيو 1826 أهداها والدها مجموعة من الجنود اللعبة وجميعهم أطفال وتسمى (الإثنى عشر) وكل جندي منهم له اسم وطابع خاص ويتم إنشاء عالم خيالي ومملكة أفريقية وفيها وصف لجميع الخرائط والمناظر الطبيعية وكتب فيها الأطفال قصص من خيالهم عن سكانها وخاصة سكان العاصمة (مدينة الزجاج) والتي عرفت فيما بعد باسم فييربليس والتي تم تغييرها في وقت لاحق إلى فيردبليس.
عوالم الخيال والممالك اكتسب تدريجيا خصائص الواقع فقدموه فية شخصيات مثل: الملوك، أبطالا وطنيين، المجرمين، المهاجرون، رجال الجيش، وأيضا أماكن عدة مثل: المدارس، الفنادق، دار النشر، الدول التي تملك صحف خاصة ومجلات ودوواوين، كل ذلك سجله الأطفال في دفاتر صغيرة محمولة بخط صغير جدا لا يمكن قراءتة إلا بالعدسة المكبرة.
في عام 1831 انشق كل من إيميلي وآن عن أختهم شارلوت وأسسوا عالم خاص بهم – جوندال –
هذا الحماس ساعد أطفال برونتي على تنمية مواهبهم الأدبية التي عبرت عن نفسها في وقت لاحق.

### الطباع والشكل الخارجي

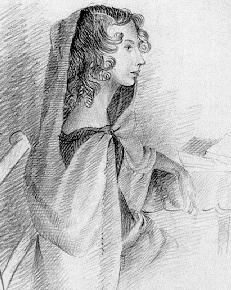
صورة اخرى مرسومة لآن رسمتها أختها شارلوت 1834

كانت آن قريبة جدا من إميلي، وخاصة بعد يناير عام 1831، حينما ذهبت شلرلوت إلى مدرسة رو غيث وكانت مديرتها السيدة مارجريت وليير، وحينها زارت هارووث في عام 1833 السيدة آلين نيسي، صديقة شارلوت في المدرسة، قالت أن ايميلى وآن كانوا مثل التوائم ووصفتها قائلا: " الجميله الرقيقة آن، كانت لا تشبه أحدا من أفراد عائلتها وكانت محبوبة من عمتها كثيرا، اتخذ شعرها لونا بنيا فاتحا، انسدل على رقبتها في تناسق وتجعيدة رشيقة، أما عيناها فكانت زرقاء – بنفسجية، وحاجبيها مرسومتان بدقة ونعومة، ولكن جلدها وواضح ولكنه شاحب، ولم تكمل دراستها ولكنها أولت اهتماما كاملا بالخياطة تحت إشراف عمتها.

### استكمال دراستها
كانت آن تساعد أختها الكبرى في الدراسة، التي جائت من مدرسة رو غيث والتي عادت شارلوت إليها في 29 يوليو 1835 كمدرسة هناك ورافقتها إيميلي كتلميذة، وتم تمويل تعليممها من خلال وظيفة شقيقتها الكبرى ولكن بعد مرور عدة أشهر اشتاقت إيميلي إلى المنزل وانعكس ذلك على صحتها وفي أكتوبر عادت إلى منزلها وأخذت آن مكانها.
غادرت آن منزلها لأول مرة في سن الخامسة عشر إلى مدرسة رو غيث وحصلت على عدد قليل من الأصدقاء في المدرسة. واستذكرت دروسها جيدا، وتمنت الحصول على التعليم، الذب سيساعد المرأة في المستقبل على كسب لقمة العيش. قضت سنتين في التعليم ولم تعود إلى منزلها إلا في يوم عيد الميلاد وفي العطلة الصيفية. وفي ديسمبر 1836 منحتها المدرسة وسام حسن السير والسلوك.
وعلى العكس فإن آن وشارلوت كانوا في ذلك الوقت مقيمين بالقرب من مدرسة رو غيث وفي رسائل شارلوت لم تذكر تقريبا أي شيء عن شقيقتها الصغرى إلا أنها كانت تشعر بالقلق حول صحتها، وقبل ديسمبر عام 1837 كان لدى آن التهاب حاد في المعدة وأن آن في رأيها تعرضت لازمة دينية، فزار الكاهن مورافيا لها عدة مرات مما يوحي أن مرضها تسبب في وطأة للصراع مع رجال الدين الأنجليكانية المحلية ومؤخرا طلب والد آن، شارلوت بإرجاع أختها إلى المنزل حتى تتعافى تماما.

## عملها كمربية

### أسرة بيليك

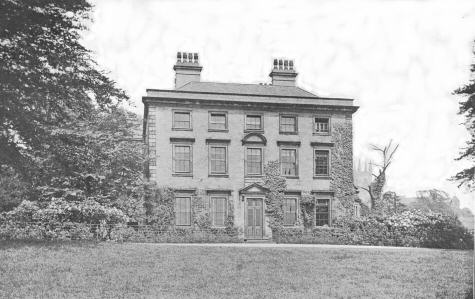
فيلااسرة بليك. صورة أواخر القرن التاسع عشر

ولأنها ابنة كاهن فقير، اضطرت آن للبحث عن لقمة العيش (وسيلة للتواجد). ولم يكن لوالدها عمل خاص وبعد وفاته انتقل بيته إلى الكنيسة مجددا، وفي سن التاسعة عشر تخرجت من المدرسة الثانوية وبدأت في البحث عن عمل، وظيفة التدريس أو وظيفة المربية كانوا من الوظائف القليلة المتاحة للمتعلمين في ذلك الوقت، ولكن للفقراء منهم. وفي أبريل من العام 1839 حصلت آن على وظيفة مربية في أسرة (انجهام)، والتي تعيش في فيلا بليك بالقرب من ميرفيلدا.
أما الأطفال التي علمتهم آن، كانوا غير مطيعين ومدللين وسخروا كثيرا من مربيتهم وأخذت جهدا طويلا لتعليمهم وتربيتهم ولم تستطيع فرض أي عقوبة عليهم وعندما اشتكت إلى أولياء أمورهم لم يسمعوها بل أخذت توبيخا لعدم بذل العناية الكافية لعملها، وظلت أسرة انجهام مستاءة من عمل آن وسرعان ما عزلتها عن العمل، وفي يوم عيد الميلاد عام 1839 عادت آن إلى منزلها وإلى شارلوت وإيميلي، واللتان أيضا تركوا عملهم كمربيتين، أما الوقت الذي قضتة آن معهم كانت تجربة حزينة صاغتها آن في سيرتها الذاتية في رواية (أغنيس غراي) وكان في نفس المكان مكان إقامة أسرة بيلك من رواية (نزيل في قاعة ويلدفن).

### وليام اويتمان
بعد عودتها إلى منزلها، التقت آن وليام أويتمان بالانجليزية: William Weightman 1814—1842، بدأ الشاب في العمل في الرعية منذ أغسطس 1839 وكان عمره حينها 25 سنة وحصل على الليسانس في عامين في اللاهوت من جامعه درم. تلقى ترحيبا حار من الرعية، وفي هذا الوقت كتبت آن قصيدة والتي نفترض فيها أنها في حالة حب معه. إلا أن في هذا الشأن اختلف الباحثون، وكان الشخص الوحيد الذي عبر عن شكوكه حول مشاعر آن كانت شارلوت وفي يوم ما قالت آلين ناسب أن أختها ووليام (تنظر إليهم مثل الصورة)
أما في هارووث فكان ويليام له مظهر جذاب وله قدرة على كسب الناس ويحصل على اهتمام كبير منهم، أما علاقته بالأخوات برونتي ترك لديهم انطباعا حسنا ونذكر أن شخصية ويليام ويتمان كانت مماثلة تماما لشخصية إدوارد أوستان التي قدمتها آن في روايتها (أغنيس غراي)، ذلك الكاهن الصغير الذي يتعاطف مع أغنيس والذي حمل الشخصية الرئيسية للرواية بعيدا عن الشعر.
من الممكن أن تكون مشاعر آن ل ويتمان ليست متبادلة وأنه هو لم يعطي لها مزيد من الاهتمام لأخت الكبرى من عائلة برونتن أو ايلن ناسي، ومن غير المعروف إذا كانت أن تعتقد أن الشاب مهتم بها أم لا وعلى أي حال فإن قصائدها تصف عواطف غير محسوسة وإنما قوية ومخفية عن الجميع ولا تتضمن أي رد، ومن الممكن أن يكون تعلقها ب ويلتمان كانت في البداية ضعيفة ثم نمت في نهاية المطاف إلى شعور أعمق.
ومؤخرا قضت آن مع وليام في وقت عطلته في منزلة وخاصة في صيف عام 1842، حينما كانت الأخوات في هارووث وفي نفس السنة توفي ويليام بمرض الكوليرا، وأعربت آن عن حزنها في قصيدة (I will not mourn thee, lovely one) والتي وصفت فيها وليام أنه (حبيبها)

### ثروب جرين
في عام 1840 للمرة الثانية، حصلت آن على وظيفة مربية عند عائلة القس إدموند روبنسون وزوجته ليديا، الذين يعيشون في عزبة ثورب جرين، وكانت تقع في مكان غير بعيد عن مدينة يورك. خدم ثروب جرين في عزبة هورتون لودج كما وصفت آن في روايتها أغنيس غراي. وكان لدى آن أربعة طلاب: ليديا خمسة عشر عاما، إليزابيث ثلاثة عشر عاما، مارى إثني عشر عاما، إدموند ثمانية عشر عاما في البداية، كانت تواجه صعوبات بالفعل في فيلا بليك. كتبت آن مقالات تقول فيها أنها كانت تحن لوطنها كثيرا وترغب في ترك العمل الذي لا يروقها على الإطلاق، وكانت هادئة جدا وخيرة في التعامل مع الأطفال وتساعدهم كثيرا، وعلى الرغم من تواضعها الخارجي كان لها قرارات حاسمة استنادا على خبرتها التي اكتسبتها في فيلا بيليك وفي النهاية استاطعت أن تقوم بعملية انضباط للأولاد التي تربيهم.وكان اصحاب المنزل راضيين تماما عن عملها وأصبح الأخوات، إليزابيث وماري روبنسون أصدقاء لها في الحياة.
وفي الخمس سنوات التي تليها قضت آن في منزلهم ما لا يزيد عن شهر ونصف في السنة، وعادت يوم عيد الميلاد إلى هارووث وما تبقى من الوقت قضتة عند أسرة روبنسون، وكانت آن ترافق الأسرة في رحلتهم السنوية إلى سكاربورو وفي أشهر الصيف (1840-1844) كانت تقضي آن في هذا المنتجع خمسة أسابيع أحبت آن هذا المكان، الذي أصبح النموذج الأولي للبلدة ساحلية في الفصول الأخيرة من «أغنيس غراي» وقرية ليندن قار في «نزيل قاعة ويلدفيل».

## وصلات خارجية
- آن برونتي على موقع IMDb (الإنجليزية)
- آن برونتي على موقع الموسوعة البريطانية (الإنجليزية)
- آن برونتي على موقع ميوزك برينز (الإنجليزية)
- آن برونتي على موقع تيرنر كلاسيك موفيز (الإنجليزية)
- آن برونتي على موقع قاعدة بيانات الأفلام السويدية (السويدية)
- آن برونتي على موقع إن إن دي بي (الإنجليزية)
- آن برونتي على موقع ديسكوغز (الإنجليزية)
- آن برونتي على موقع قاعدة بيانات الفيلم (الإنجليزية)
- آن برونتي على موقع كينوبويسك (الروسية)

1. شارلوت برونتي
2. إيميلي برونتي